# مزرعة بريدان
مزرعة بريدان هي قرية في مقاطعة خدا أفرين، إيران. عدد سكان هذه القرية هو 21 في سنة 2006.